# Batalha do Forte São Pedro
A Batalha do Forte São Pedro, ocorrida entre 19 e 20 de fevereiro de 1822, é um episódio significativo no contexto da independência do Brasil. Este evento aconteceu em Salvador, na Bahia, e marcou um momento crucial na luta entre as forças brasileiras e portuguesas.

## Contexto Histórico
Em 1822, o Brasil estava em um período de transição, buscando sua independência de Portugal. A Bahia, em particular, era um local de intensa resistência contra as forças portuguesas. Salvador, sendo uma cidade estratégica, tornou-se um palco central para os confrontos.

## Antecedentes
A tensão entre as forças leais a Portugal e os movimentos pró-independência no Brasil estava aumentando. O Forte São Pedro, localizado em Salvador, era uma fortificação importante, controlada por tropas portuguesas. A presença dessas tropas era vista como uma ameaça pelos brasileiros que desejavam a independência.

## A Batalha

#### 19 de fevereiro de 1822
Início dos Confrontos: Na madrugada de 19 de fevereiro, as forças brasileiras, compostas por milícias e voluntários, iniciaram um ataque ao Forte São Pedro. O objetivo era tomar a fortificação das mãos das tropas portuguesas. Primeiros Ataques: Os brasileiros, liderados por figuras locais, lançaram uma ofensiva com o objetivo de surpreender os defensores portugueses. Houve intensos combates, com trocas de tiros e ataques corpo a corpo.

#### 20 de fevereiro de 1822
Retomada da Luta: No dia seguinte, os confrontos continuaram. As forças brasileiras, determinadas a tomar o forte, intensificaram seus ataques. Desfecho: Após intensos combates, os brasileiros conseguiram tomar o Forte São Pedro, forçando a rendição das tropas portuguesas. Essa vitória foi um marco importante para o movimento de independência na Bahia.

## Consequências
A vitória na Batalha do Forte São Pedro serviu como um importante impulso para o movimento de independência na Bahia e em outras partes do Brasil. Demonstrou que as forças brasileiras eram capazes de enfrentar e vencer as tropas portuguesas. A batalha aumentou a moral dos defensores da independência e ajudou a galvanizar o apoio popular à causa. Também foi um passo significativo para a eventual independência do Brasil, que seria formalmente declarada em 7 de setembro de 1822.

## Importância Histórica
A Batalha do Forte São Pedro é lembrada como um símbolo de resistência e determinação na luta pela independência do Brasil e a resistência contra o domínio colonial português. Ela destaca a importância da Bahia e de Salvador no contexto mais amplo da independência brasileira, mostrando como a luta local contribuiu para o movimento nacional.